# Hayato Aoki (Fußballspieler)
Hayato Aoki (japanisch 青木 駿人 Aoki Hayato; * 6. April 2001 in der Präfektur Kanagawa) ist ein japanischer Fußballspieler.

## Karriere
Hayato Aoki erlernte das Fußballspielen in der Jugendmannschaft des Tokyu S Reyes FC, in der Schulmannschaft der Nihon University Fujisawa High School sowie in der Universitätsmannschaft der Nihon-Universität. Von Mitte Mai 2023 bis Saisonende 2023 wurde Aoki von der Universität an Tokushima Vortis ausgeliehen. Der Verein aus Tokushima spielte in der zweiten Liga, der J2 League. Sein Zweitligadebüt gab Aoki am 27. September 2023 (38. Spieltag) im Heimspiel gegen Roasso Kumamoto. Bei der 0:1-Heimniederlage stand er in der Startelf und spielte die kompletten 90 Minuten. Nach der Ausleihe wurde er am 1. Februar 2024 von Tokushima fest unter Vertrag genommen.